# Kielpark
Het Kielpark is een park in de Belgische stad Antwerpen. Het park ligt in de wijk Kiel ten zuiden van het knooppunt Antwerpen-Centrum en de Ring om Antwerpen en ten westen van de A112. Ten westen van het park staat de Sint-Catharinakerk. In het oosten van het park ligt een deel van de sociale woonwijk Jan De Voslei en in het zuiden ligt het sportpark Willem Eekelers. 

## Geschiedenis
Op 1 juni 1936 sloot men de Kielbegraafplaats, die in de volksmond beter bekend was als Kielkerkhof. 
Na de Tweede Wereldoorlog was er in Antwerpen een groot tekort aan woningen. Om dit tekort aan te pakken werden er aan de rand van de stad terreinen beschikbaar gesteld aan sociale huisvestingsmaatschappijen. Tussen 1952 en 1967 werden er in opdracht van sociale huisvestingsmaatschappij De Goede Woning naar het ontwerp van architect Jos Smolderen twintig woonblokken gebouwd op het terrein langs de Jan De Voslei, deels in het oosten van het Kielpark, met daarin in totaal 1200 nieuwe appartementen. De gebouwen in de sociale woonwijk Jan De Voslei hebben verschillende hoogtes, waaronder vijf, zes, zeven en zestien verdiepingen. De drie gebouwen met zestien verdiepingen, de Kielparktorens, zijn het opvallendst en zijn in Y-vorm gebouwd.
Op 14 juni 1952 werd de voormalige begraafplaats als park opengesteld voor het publiek. Het park had in de beginjaren aan de zijde van de Sint-Bernardsesteenweg en langs de Jacob le Mairestraat een ruime omheinde en met 2 poorten afsluitbare speeltuin inclusief groot kinderbad. Binnen deze omheining stond eveneens een facilitair poortgebouw met rieten dak. Langs de Kolonel Silvertoplaan en dieper in het park lagen toen ook al wandelpaden met zitbanken en grote grasperken die gebruikt werden als ligweiden of voor sport en spel. Tussen de Jacob Le Mairestraat en de Constant Permekestraat lag een klein basketbalveld en een volleybalterrein. De achterliggende velden werden regelmatig gebruikt voor korfbal of schoolse sportactiviteiten. Achteraan het park vlak voor de Jan Frans van de Gaerstraat ligt nog steeds een vast voetbalveld met looppiste.   
Nadat de begroeiing aan de zijde van de Sint-Bernardsesteenweg het zicht op het binnenpark al decennia lang blokkeerde, werd een heraanleg gestart waarbij die zijde veel opener en lichter werd. 
In oktober 2005 keurde het stadsbestuur een masterplan goed voor de heraanleg van het Kielpark. Vier jaar later (2009) werden de werken voltooid.